# خالد بن حامد الزناتي
خالد بن حامد الزناتي كان زعيم بربري زناتي من بلاد تامسنا (الشاوية حاليا) معقل قبائل زناتة والقائد العسكري خلال ثورة البربر من أربعينيات القرن الثامن ضد الأمويين في المغرب.
لأسباب لا تزال غامضة، تم عزل ميسرة المطغري، القائد الأصلي لثورة البربر والخليفة المعلن ذاتيًا، وإعدامه من قبل المتمردين البربر في صيف أو خريف عام 740. تم انتخاب خالد بن حامد، زعيما محترما للزناتيين، ليحل محله.
قاد خالد بن حامد جيوش المتمردين الأمازيغ في انتصارين مذهلين على السلطات الأموية . في معركة النبلاء في أواخر عام 740 ، قضى خالد على جيش عربي طليعي ، يتألف من النخبة العربية الأرستقراطية من النخبة في إفريقية . دفعت صدمة الهزيمة الخليفة الأموي هشام إلى إرسال قوة استكشافية عربية قوية من الشرق للانضمام إلى الإفريقيين في سحق التمرد الأمازيغي. في أكتوبر 741 ، هزم جيش البربر خالد القوة الإفريقية السورية المشتركة في معركة الباجورة (أو بقدورة) ، على نهر سيبو (بالقرب من فاس الحديثة) ، مما أسفر عن مقتل الحاكم الإفريقي الجديد كلثوم بن عياض.
خالد بن حامد اختفى من سجلات الأحداث بعد ذلك بوقت قصير. استمرت ثورة البربر لفترة أطول قليلاً، ولكن في ظل قادة مختلفين.
لكن في حين أن مصيره غير مؤكد، فإن إرثه ليس كذلك. انتصارات خالد بن حامد حطمت بشكل دائم قبضة الأمويين على المغرب الكبير الغربي. نتيجة لذلك، انطلق المغرب نحو مستقبل مستقل، ولن يندرج مرة أخرى تحت حكم الخلافة الشرقية.